# Klimov TV3-117
El Klimov TV3-117 es una familia de motores aeronáuticos para su uso en helicópteros y aviones, fabricada por el constructor aeronáutico ruso Klimov.

## Variantes
- TV3-117 – para los helicópteros Mi-24A
- TV3-117M ("M" significa "Marítimo") -  para los helicópteros Mi-14
- TV3-117MT ("MT" significa "modernizado, transporte") -  para los helicópteros Mi-8MT/Mi-17
- TV3-117KM ("KM" significa "Kamov, Marítimo") -  para los helicópteros Ka-27
- TV3-117V ("V" significa "gran altitud") -  para los helicópteros Mi-24 con el fin de ser operados en condiciones hot and high.
- TV3-117VK ("VK" significa "gran altitud, Kamov") - un modelo similar al TV3-117V pero adaptado para los helicópteros Ka-27, Ka-29 y Ka-32.
- TV3-117VM ("VM" significa "gran altitud, modernizado") -  para los helicópteros Mi-28 y posteriormente también empleado en los helicópteros Mi-8MT/Mi-17.
- TV3-117VMA ("VMA" significa "gran altitud, modernizado, modelo A") -  para los helicópteros Ka-50. Posteriormente se empleó también en los Ka-27, Ka-29, Ka-31, Mi-24, Mi-28A/N y Ka-32.
- TV3-117VMA-SBM1 - Una versión Turboprop para el Antonov An-140.

## Aplicaciones
- Antonov An-140
- Kamov Ka-27
- Kamov Ka-29
- Kamov Ka-32
- Kamov Ka-50
- Mil Mi-8
- Mil Mi-14
- Mil Mi-17
- Mil Mi-24
- Mil Mi-28